# Boutès fils de Borée
Pour les articles homonymes, voir Boutès.
Dans la mythologie grecque, Boutès, en grec ancien Βούτης / Boútês, était le fils de Borée et le père d'Hippodamie.
Boutès n'est pas le fils d'Orithye, l'épouse légitime de Borée. Il est le demi-frère de Lycurgue (Arcadie) qu'il tenta de tuer. Découvert, il s'enfuit sur Naxos où il s'adonna à la piraterie. Une de ses expéditions le mena en Thessalie pour y enlever des femmes. Il s'attaqua à des proches de Dionysos dont Coronis, une des nourrices du dieu. Pour la protéger, le dieu rendit Boutès aveugle. Celui-ci se jeta dans un puits.